# JR東日本255系電力動車組
JR東日本255系電力動車組是東日本旅客鐵道（JR東日本）的直流特急型電車。愛稱是「Boso View Express」。1993年7月2日投入服務。

## 概要

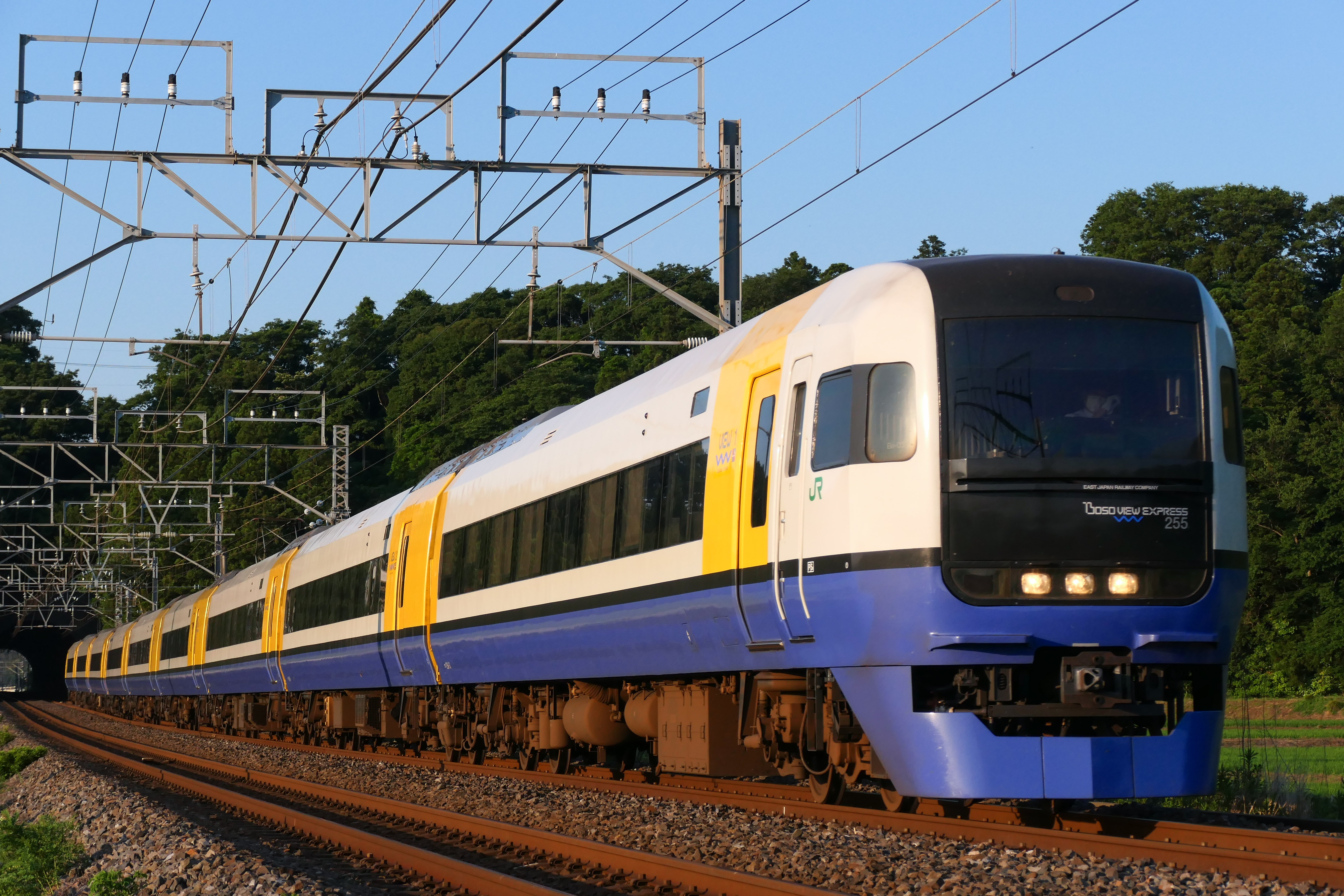
以「潮騷」號（しおさい）名義行駛的255系（2021年6月9日攝）

255系是用作替換行走千葉縣房總半島，統稱「房總特急」的內房線、外房線特急列車「漣漪（さざなみ）」及「若潮（わかしお）」逐漸老化的舊有國鐵183系電車。由東急車輛製造及近畿車輛製造。
本列車對應都市間運輸及觀光客運輸兩個方面，並融合了三款JR東日本特急電車的要素設計而成，包括651系「超級常陸（スーパーひたち）」、251系「Super View舞孃（スーパービュー踊り子）」以及253系「成田特快（成田エクスプレス）」。
車身橫切面跟253系相同，普通車廂採用可向後降低的座席。除了往館山、安房鴨川、銚子方向的先頭車每側有2個客用車門之外，其他車廂每側均只有1個客用車門，而車身側面的車窗亦向上及下擴大。
1993年獲得通商產業省（現稱經濟產業省）頒發的「最佳設計獎」（グッドデザイン賞）。而電車的設計，是由著名設計公司日本工業設計家協會的榮久庵憲司先生擔任。
本列車是JR東日本第一款使用交流傳動的特急型電車。行走系統則以通勤型電車209系910番台改良而成。
投入服務初期只計劃將列車投放到京葉線、內房線、外房線，因此並沒有安裝ATC。為使列車將來能夠駛進總武本線，列車上預留了空間去設置有關的保安裝置。亦因為以上原因，列車不能行駛橫須賀線、總武線（快速）之品川站～錦糸町站，該區間在2004年2月29日更換為ATS-P系統，結果沒有裝上ATC的255系列車可以行駛該路段。
在投入服務初期，車身側面的終點顯示器是採用字幕式。2005年12月10日時間表改正前，全數列車已替換為LED顯示器。
此後，「さざなみ」「わかしお」「しおさい」三列列車長期使用的255系將在2024年3月16日的時刻表改正中被E257系和E259系取代，結束其定期運行。今後，這些列車將繼續用於臨時列車。此外，根據「鐵道コム」（朝日新聞社集團的鐵道資訊網站）的資料，部分「さざなみ」和「わかしお」的定期列車將繼續使用255系，直至同年6月下旬。
2024年6月28日，本車系結束定期運用，並開始報廢部分編組，日後將用於臨時列車用途。

## 服務路線
定期列車主要是總武本線的「潮騷」列車，亦有外房線的「若潮（わかしお）」(茂原>東京)列車使用。臨時列車則有與中央本線直通的特急列車「甲斐路（かいじ）」。另外還有「Home Liner千葉」1、3、5、7號（平日）及「Home Liner津田沼」（假日）均是使用255系列車行走。
由投入服務至2015年3月14日時間表改正期間，255系運行於「潮騷」及「若潮」列車。
本車系預定於2024年6月退出定期運用，房總特急改由E257與E259系運行。

## 編組

### 
3號車及8號車，是動力車之一。車卡裝有集電弓、VVVF逆變器以及空氣壓縮機。車廂內設有自動販賣機。
2號車及7號車，是動力車之一。裝有為VVVF逆變器及空調系統提供電力的靜止形逆變器（SIV）。車廂內設有洗面間及洗面所。
9號車，銚子、安房鴨川、館山方向的駕駛室。設有洗手間，亦是該系列車唯一一款有2個客用車門的車廂。
1號車，是東京方向的駕駛室。車門位置設有擺放行李的地方。車門設在往東京方向。
4號車，頭等車廂及附隨車卡。除了輪椅位之外，其餘座席與普通車廂同樣是2+2排列，客室中間分出了一個空間用作吸煙室。設有車掌室、洗手間及使用電話卡的公眾電話。
6號車。設有車內販賣準備室。
5號車，附隨車卡。車廂內設有輪椅位、洗手間、洗面所以及多用途室。

### 全編組
←銚子、館山、安房鴨川　　　　　　　　　　　　　　　　　　　　　　　　　　　　　東京、新宿→
- （本編組已除籍）

## 有關
- BVE Trainsim，原名為BVE - 一款駕駛電車的電腦遊戲。原名「BVE」的意思為「Boso View Express」房總特急的愛稱，現已改名為BVE Trainsim。遊戲啟動時會發出255系的車門關門提示音。
- Kato, MicroAce及Endo（模型製造商）亦有製造N Scale及HO Scale的255系模型。

## 外部連結
- 最佳設計裝受賞概要[永久]
- （页面存档备份，存于）